# Station Nowy Staw Wąskotorowy
Station Nowy Staw Wąskotorowy was een spoorwegstation in de Poolse plaats Nowy Staw.